# 平野弘道
平野 弘道（ひらの ひろみち、1945年5月31日 - 2014年5月5日）は、日本の古生物学者。専門は古生物学。特にアンモナイト古生文学、白亜系層序と古環境。古生物学の第一人者と評される。
朝鮮咸鏡北道清津市生まれ。1964年東海高等学校卒業、1968年横浜国立大学教育学部卒業、1974年九州大学大学院理学研究科博士課程修了、「上部白亜紀ゴードリセラス属数種の個体発生学的研究」で九州大学より理学博士の学位を取得。九大理学部助手、1977年早稲田大学教育学部地学専修専任講師、1979年同助教授、1985年同教授兼同大学理工学研究科地球・環境資源理工学専攻教授。2001－2003年日本古生物学会会長。
古生物学に関する多くの啓蒙書を執筆し、高校地学の教科書の執筆にも中心的な役割を果たした。

## 受賞歴
- 1973年 - 日本古生物学会論文賞[1]
- 1975年 - 松永記念科学振興財団奨励賞[1]
- 1990年 - 日本古生物学会学会賞[1]

## 著書
- 『さかなの出現』ひらのひろみち らくだ出版 シリーズ海 1980
- 『恐竜はなぜ滅んだか』講談社現代新書 1988
- 『史上最大の恐竜ウルトラサウルス』講談社現代新書 1990
- 『地球を丸ごと考える 7 繰り返す大量絶滅』岩波書店 1993
- 『絶滅古生物学』岩波書店 2006

翻訳
- J.C.マクローリン作・画『消えた竜 哺乳類の先祖についての新しい考え』小畠郁生共訳 岩波書店 1982
John C. McLoughlin "Archosauria: a New Look at the Old Dinosaur" (1979)[4]

## 論文
- 松川正樹, 平野弘道, 野田雅之, 水野篤行 ほか,「東アジアの白亜系の堆積物と化石」『地質學雜誌』第101巻第1号、日本地質学会、1995年1月、V-VI、doi:10.5575/geosoc.101.V、ISSN 00167630、NAID 10002213432。
- 加藤碵一, 松川正樹, 平野弘道, 岡田博有「白亜紀の陸と海の生物の多様性の解析と国際対比」『地質學雜誌』第101巻第1号、1995年1月、1頁、ISSN 00167630、NAID 10002213436。
- 平野弘道, 安藤寿男「白亜紀海洋無酸素事変」『石油技術協会誌』第71巻第3号、石油技術協会、2006年5月、305-315頁、doi:10.3720/japt.71.305、ISSN 03709868、NAID 10016977053。
- 平野弘道「白亜系炭素同位体層序の確立を目指して : 陸成層と海成層の対比」『地學雜誌』第112巻第3号、東京地学協会、2003年6月、429-430頁、doi:10.5026/jgeography.112.3_429、ISSN 0022135X、NAID 10020539926。
- 平野弘道「615. ジュラ紀豊浦層群の化石層序学的研究-その 3」『日本古生物学會報告・紀事 新編』第1973巻第90号、日本古生物学会、1973年、45-71頁、doi:10.14825/prpsj1951.1973.90_45、ISSN 0031-0204、NAID 110002702982。
- 平野弘道, 岡本隆, 服部幸司「896. 後期白亜紀デスモセラス亜科アンモナイト類の進化」『日本古生物学會報告・紀事 新編』第1990巻第157号、日本古生物学会、1990年、382-411頁、doi:10.14825/prpsj1951.1990.157_382、ISSN 0031-0204、NAID 110002703290。
- 利光誠一, 平野弘道, 松本崇, 高橋一晴「本邦産白亜紀アンモナイトデータベースおよび種多様性について」『化石』第68巻、日本古生物学会、2000年、14-16頁、doi:10.14825/kaseki.68.0_14、ISSN 0022-9202、NAID 110002703681。
- 平野弘道, 利光誠一, 松本崇, 高橋一晴「白亜紀中期の生物事変と古環境変動」『化石』第66巻、日本古生物学会、1999年、47-49頁、doi:10.14825/kaseki.66.0_47、ISSN 0022-9202、NAID 110002704264。
- 西弘嗣, 北里洋, 平野弘道「白亜紀海洋無酸素事変の解明(<特集>白亜紀海洋無酸素事変の解明)」『化石』第74巻、日本古生物学会、2003年、18-19頁、doi:10.14825/kaseki.74.0_18、ISSN 0022-9202、NAID 110002704301。
- 岡田博有, 平野弘道, 久田健一郎, 木下修 ほか,「インドゴンドワナ地方の白亜紀オラーコジン堆積物」『地質學雜誌』第104巻第10号、日本地質学会、1998年10月、XXIII-XXIV、doi:10.5575/geosoc.104.XXIII、ISSN 00167630、NAID 110003013977。
- 松本達郎, 平野弘道「西欧模式地白亜系の研究の現状」『地質学論集』第26号、日本地質学会、1985年、3-28頁、NAID 110003025829。
- 松本達郎, 平野弘道「662. 北海道産白亜紀アンモナイトの色模様」『日本古生物学會報告・紀事 新編』第1976巻第102号、日本古生物学会、1976年、334-342_1、doi:10.14825/prpsj1951.1976.102_334、ISSN 0031-0204、NAID 110002703054。
- 平野弘道, 佐野弘好「678. 熊本県美生産中期ジュラ紀アンモナイト」『日本古生物学會報告・紀事 新編』第1977巻第106号、日本古生物学会、1977年、100-105頁、doi:10.14825/prpsj1951.1977.106_100、ISSN 0031-0204、NAID 110002703070。
- 浜田隆士 and 奥谷喬司 and 棚部一成 and 出口吉昭 ほか,「日本におけるオウムガイ類飼育研究の進展」『貝類学雑誌』第37巻第3号、日本貝類学会、1978年、131-136頁、doi:10.18941/venusjjm.37.3_131、ISSN 0042-3580、NAID 110004764192。
- 平野弘道, 福田芳生, 棚部一成, 小畠郁生「アンモナイト古生物学の基礎研究 Ｉ 現生オウムガイ類研究の最近の進歩」『地質学雑誌』第88巻第9号、日本地質学会、1982年、725-739頁、doi:10.5575/geosoc.88.725、ISSN 0016-7630、NAID 110003023218。
- 平野弘道「海洋無酸素事変とアンモナイト類の進化(白亜紀?古第三紀のバイオイベント : 海洋生物の変遷と消長)」『化石』第53巻、日本古生物学会、1992年、49-51頁、doi:10.14825/kaseki.53.0_49、ISSN 0022-9202、NAID 110002704217。